# Келли, Рэймонд
Рэймонд Кейс Келли (англ. Raymond (Ray) C. (Case) Kelly; род. 16 февраля 1942, Бриджпорт, Коннектикут) — американский антрополог, культурный антрополог, эмерит-профессор Мичиганского университета, член НАН США (2004).

## Биография
Его отец работал менеджером по продажам в корпорации NCR, в связи с чем семья часто переезжала. В 1960, согласно семейной традиции, поступил в Чикагский университет; примерно на год прерывал обучение, работал разнообразно «синеворотничково». Затем с подачи Льюиса Бинфорда поступил в аспирантуру по антропологии в Мичиганский университет, осенью 1965 года. В 1971 году он также стал лектором в оном. В 1977, на основе докторской, выпустил свою первую книгу Etoro Social Structure (Univ. of Michigan Press, Ann Arbor) {Рец.} (высоко оценил ее в предисловии Маршалл Салинс), посвященную исследованиям Эторо, народности в Папуа — Новой Гвинее. Полевые исследования там (15 мес. в 1968—1969) он проводил вместе с супругой, бакалавром лингвистики. В 1993 году выйдет его вторая монография, посвященная Эторо — Constructing Inequality. Год спустя она получила книжную премию Мичиганского университета.
В 1985 выпустил книгу The Nuer Conquest (Univ. of Michigan Press, Ann Arbor) {Рец.} (год спустя удостоится книжной премии того же изд-ва), а в 2000 — Warless Societies and the Origin of War (Univ. of Michigan Press, Ann Arbor). В 2004 ушел в отставку из Мичиганского университета, ныне эмерит-профессор. Публикации охватывают этнографию Меланезии, Африки и других регионов мира. Соавтор Roy Rappaport.